# 프란츠 에케르트

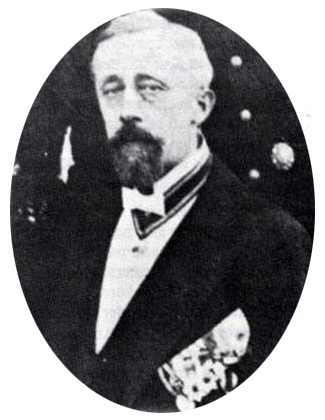
프란츠 에케르트

프란츠 에케르트(譽啓爐/汝巨多, 독일어: Franz Eckert, 1852년 4월 5일 ~ 1916년 8월 6일)는 독일의 음악가이다. 19세기 후반부터 20세기 초두에 걸쳐, 한반도와 일본에서 활동했다. 1899년 이후의 일본의 국가로 인정된 기미가요와 대한제국 애국가를 작곡하였다.

## 생애

### 독일 시절
프란츠 에케르트는 1852년 프로이센 슐레지엔 주 발덴부르크(Waldenburg)의 노이로데(Neurode, Nowa Ruda)에서 법원 관리의 아들로 태어났다. 여러 학교들을 다녔으며, 특히 음악에 관심을 가지게 되어, 브레슬라우(지금의 폴란드 브로츠와프)와 드레스덴의 예술학교들을 다녔다. 그 후 나이세(Neiße, 현재의 폴란드 니사(Nysa))에서 군악대에 들어가게 되었다. 이 시절 그는 빌헬름스하펜 지역에서 해군 근무했다. 그때 마침 독일의 해군에서는 일본 해군에 파견할 음악가를 찾고 있었고, 그 기회로 인해 1879년 에케르트는 도쿄에 도착하였다.

### 일본 제국
프란츠 에케르트가 일본에 도착했을 당시, 서양 음악은 일본에 거의 알려져 있지 않았다. 에케르트는 다양한 서양 악기들을 일본에 전수하는 것뿐만이 아니라 서구식의 멜로디와 하모니들을 일본 음악계에 전해주는 큰 역할을 하였다. 이듬해 봄부터 에케르트는 독일 군악의 많은 부분들을 일본 군악에 전해 주었다. 1883년부터 1886년까지 그는 일본의 교육성의 음악 분과를 위해, 관악과 타악 분야에서 일했다.
1888년 3월 에케르트는 일본 황궁의 고전음악부를 위해서 일했는데, 그곳에서 일본의 공식 제례음악을 처음 접하게 되었다. 그리고 1892년부터 1894년까지 그는 도야마의 군악대에서 독일 군악을 가르치는 교습소를 운영하였다. 그 동안 도쿄의 일본 황실 가족들을 위한 오케스트라를 만들기도 했다. 그때 그가 한 가장 중요한 업적은 일본의 초등학교를 위한 노래 음악책들을 편찬한 것이었다.
1897년 메이지 천황의 어머니인 고다이고 에이쇼의 장례식을 위해서 노래를 작곡하였는데, 그 제목은 〈가니시미노 기와미(悲しみの極み)〉, '깊은 고통'이라는 뜻이다.
1880년 에케르트는 일본의 해군으로부터 일본의 국가를 작곡해 달라는 부탁을 받았는데, 그 당시 일본의 국가는 존재하지 않았다. 이 부탁을 받고 에케르트는 일본의 대중 음악들을 토대로, 멜로디를 하나 선택한 뒤에 이를 유럽의 악기에 맞는 화음으로 재구성하였다. 그리하여 탄생된 일본 국가 기미가요는 1880년 11월 3일 천황의 생일잔치날 일본 황궁에서 처음으로 공개되었다.

### 독일로의 귀환
1899년 3월 31일 에케르트는 건강 악화를 이유로 일본을 떠나 독일로 돌아갔다. 독일로 돌아가자 마자 그는 프로이센 왕립 악단의 단장으로 잠시 근무하였다.

### 대한제국
19세기 말경 고종 황제도 서구식 음악을 연주하는 연주단의 음악을 듣기를 고대하고 있었다. 독일의 함대 헤르타(Hertha)가 1883년 11월 26일에 대한제국에 상륙하였을 때, 독일 해군 음악단도 대표로써 같이 상륙하였다. 대한제국에서는, 당시 서울에 있던 독일 대사였던 하인리히 바이페르트(Heinrich Weipert)의 소개로, 프란츠 에케르트를 초대하였다. 대한제국에서 야외음악을 연주해 달라는 것과 대한제국의 음악가들에게 서양 음악 악기를 다룰 수 있도록 지도를 해 달라는 것이 이유였다. 그는 건강이 양호해지자, 대한제국에서의 이러한 부탁을 수락하고, 1901년 2월 19일에 대한제국으로 도착하였다.
에케르트가 조선에서 하게 될 일은, 사실은 일본에서 그가 했던 일과 큰 차이가 없었다. 일본과 마찬가지로 오랫동안 나라의 문을 걸어닫고 은둔하고 있었던 대한제국은 서양의 음악에 대해서 전혀 모르고 있었다. 에케르트는 일본에서의 경험을 그대로 살렸기 때문에 일본에서와는 다르게 큰 시행 착오 없이 처음부터 차근차근 필요한 일을 수행할 수 있었다. 훈련 과정은 순조롭게 진행되어, 24명의 연주가들을 훈련시키기 시작했고, 이듬해에는 이 수를 거의 70명으로 늘렸다. 그들은 왕궁 내에서뿐만 아니라, 매주 목요일마다 파고다 공원에서도 연주를 하였다.
이미 서울에 정착한 초기부터 일본에서와 비슷한 요청이 있을 거라고 생각한 에케르트는 대한제국의 국가를 작곡하기 시작하였고, 예상했던 대로 대한제국의 정부는 에케르트에게 국가를 작곡해 달라는 부탁을 하였다. 이 작업은 1902년 7월 1일에 완료되었다. 그에 대한 공로로 에케르트는 그해 12월 고종 황제로부터 태극 3등급 훈장을 받게 된다. 이 대한제국의 국가는 이후 1910년의 한일 합방으로 금지되었고, 대신 일본의 국가인 기미가요가 병합된 일본 제국의 국가가 되었다.

### 제1차 세계대전
제1차 세계대전이 발발하자, 본국 독일과의 연락이 힘들어지면서 연주단도 축소되었다. 게다가 에케르트의 건강문제가 점차 악화되면서 활동하는 것이 점점 힘들어지기 시작하였다. 결국 연주단을 지휘하기 힘들어진 그는 1916년 제1 플룻 연주자였던 '백우용'에게 지휘자 자리를 넘긴 후 은퇴를 하기로 했다.
그리고 얼마 지나지 않아 프란츠 에케르트는 오랫동안 고생했던 위암으로 1916년 8월 8일 현 서울인 경성부에서 사망하였다. 그의 장례식에는 그가 직접 만든 연주단이 장례음악을 연주하였다. 순종 황제는 100원을 하사하여 그의 죽음을 애도하였다. 에케르트는 서울 마포구 합정동 양화진 외국인묘지에 묻혔다.

## 작품
작품으로는 〈태호선(太湖船)〉, 〈중국 행진곡〉, 〈일본 국가(기미가요)〉, 〈구대한제국 애국가〉 가 있고, 이 밖에 피아노곡, 실내악곡, 관악독주곡 등이 있다.